# ونیامین رشتنیکوف
ونیامین رشتنیکوف (روسی: Вениамин Сергеевич Решетников؛ زادهٔ ۲۸ ژوئیهٔ ۱۹۸۶) شمشیرباز اهل روسیه است.